# Ray Casey
Pour les articles homonymes, voir Casey.
Raymond John Casey est un joueur américain de tennis né le 15 février 1900 à San Francisco et décédé en janvier 1982 à Palo Alto.

## Carrière
Joueur gaucher, il était considéré à l'époque comme le plus puissant serveur au monde. Malgré beaucoup tournois disputés sur la côte ouest, il n'a seulement participé qu'à quatre tournois du Grand Chelem. D'après The Official Encyclopedia of Tennis, il a gagné à Eastbourne en 1925 le set le plus rapide de l'histoire du tennis contre le Britannique J.D. Patrick Wheatley en seulement 9 minutes sur le score de 6-0. Avec John Hennessey, il est parvenu en finale de Wimbledon en 1925, défaits par les Français René Lacoste et Jean Borotra en cinq sets. Toujours en 1925 à Wimbledon il atteint les 1/8 de finale battu par René Lacoste.
Après sa carrière de joueur, il est devenu entraîneur à Santa Monica où il a notamment travaillé avec Robert Lutz et Julie Anthony.